# Gueorgui Pinkhassov
Gueorgui Boríssovitx Pinkhassov, rus: Георгий Борисович Пинхасов, és un fotògraf franco-rus, nascut el 1952, que viu i treballa a París. Interessat per la fotografia des que era jove, Gueorgui Pinkhassov estudia cinematografia l'Institut Superior de Cinematografia (VGIK) de Moscou. Del 1971 al 1980, treballa per a l'estudi Mosfilm com a càmera. El director rus Andrei Tarkovski es fixa en ell i el convida a participar en el rodatge de Stàlker. Això marca l'inici d'una fructífera col·laboració entre tots dos. El 1978, Pinkhassov esdevé membre de la Unió Moscovita de les Arts Gràfiques, condició que li permet participar gratuïtament en exposicions. El 1985, s'instal·la a París. Tres anys més tard s'incorpora a l'agència Magnum Photos i treballa activament per als mitjans de comunicació, especialment amb motiu de grans esdeveniments. Però no només li interessa donar compte dels fets. La dimensió artística i innovadora que apareix en la seva primera obra, Sightwalk, es revela a les seves fotos que exploren la manera com alguns detalls particulars, alguns jocs de llum i alguns reflexos aconsegueixen copsar un ambient, crear una atmosfera.

## Selecció d'exposicions
- 2006, Le Bon Marché, París, França
- 1988, Centre de la photographie, Ginebra, Suïssa
- 1987, Cité Internationale des Arts, París, França
- 1979, Maison des écrivains, Moscou, Rússia
- 1979, Tallinn, Estònia[1]